# 당신은 믿지 않겠지만
"당신은 믿지 않겠지만"(일본어: アジアの天使 아지아노텐시[*]→아시아의 천사)은 2021년 공개된 일본과 대한민국의 합작 영화이다.

## 출연
- 이케마츠 소스케 - 아오키 츠요시 역
- 최희서 - 최솔 역
- 오다기리 죠 - 아오키 토루 역
- 김민재 - 최정우 역
- 김예은 - 최봄 역
- 사토 료 - 아오키 마나부 역
- 세리자와 타테토 - 천사 역
- 지자혜 - 이모 역
- 장희령 - 태연 역
- 서동갑 - 이동희 역
- 박정범 - 정모 역